# كابيتسي
قيسي ولربما كانت قَبيسي أو (نقحرة: كابيتسي) (بالإيطالية: Capizzi)‏ هي بلدية في مقاطعة مِسينة في صقلية الإيطالية.

## السكان
في سنة 1861 بلغ عدد السكان 3٬793 نسمة، وتطور العدد ليصل في سنة 2011 لـ 3٬347 نسمة.
يظهر هذا المخطط البياني تطور النمو السكاني لـ قيسي